# إدموند بلونديل
إدموند أغسطس بلونديل (بالإنجليزية: Edmund Augustus Blundell)‏ (8 أغسطس 1804 - 12 أكتوبر 1868) مسؤول استعماري بريطاني.

## سيرته
ولد في 8 أغسطس 1804 في سومرست بإنجلترا، انضم إلى شركة الهند الشرقية ككاتب في عام 1820 وعمل كدبلوماسي بريطاني ومفوض في منطقة تانينثاري 1833-1843، ومستشار مقيم ملقا من 1847 إلى 1849، ومستشار مقيم في بينانق من 1849 إلى 1855. وحاكم مستوطنات المضيق من التي كانت تديرها الهند البريطانية 1855 إلى 1859.
تزوج من مزارعة اسمها ميلور مينورز، وكان لديه عشيقة بورمية أنجب منها 11 طفلاً. أعطاهم اسمه وأرسلهم إلى التعليم في كلكتا وإنجلترا. وتوفي بلونديل عام 1868 في هاروغيت.